# 女娲陵
女娲陵，位于山西省临汾市洪洞县赵城镇侯村，是中华人民共和国山西省文物保护单位之一。
2004年6月10日，授予山西省文物保护单位，是一座古建筑。